# Ueno-hirokōji (métro de Tokyo)
Ueno-Hirokōji (上野広小路駅, Ueno-hirokōji-eki) est une station du métro de Tokyo sur la ligne Ginza dans l'arrondissement de Taitō à Tokyo. Elle est exploitée par le Tokyo Metro.

## Situation sur le réseau
La station Ueno-Hirokōji est située au point kilométrique (PK) 11,6 de la ligne Ginza.

## Histoire
La station a été inaugurée le 1er janvier 1930.

## Services aux voyageurs

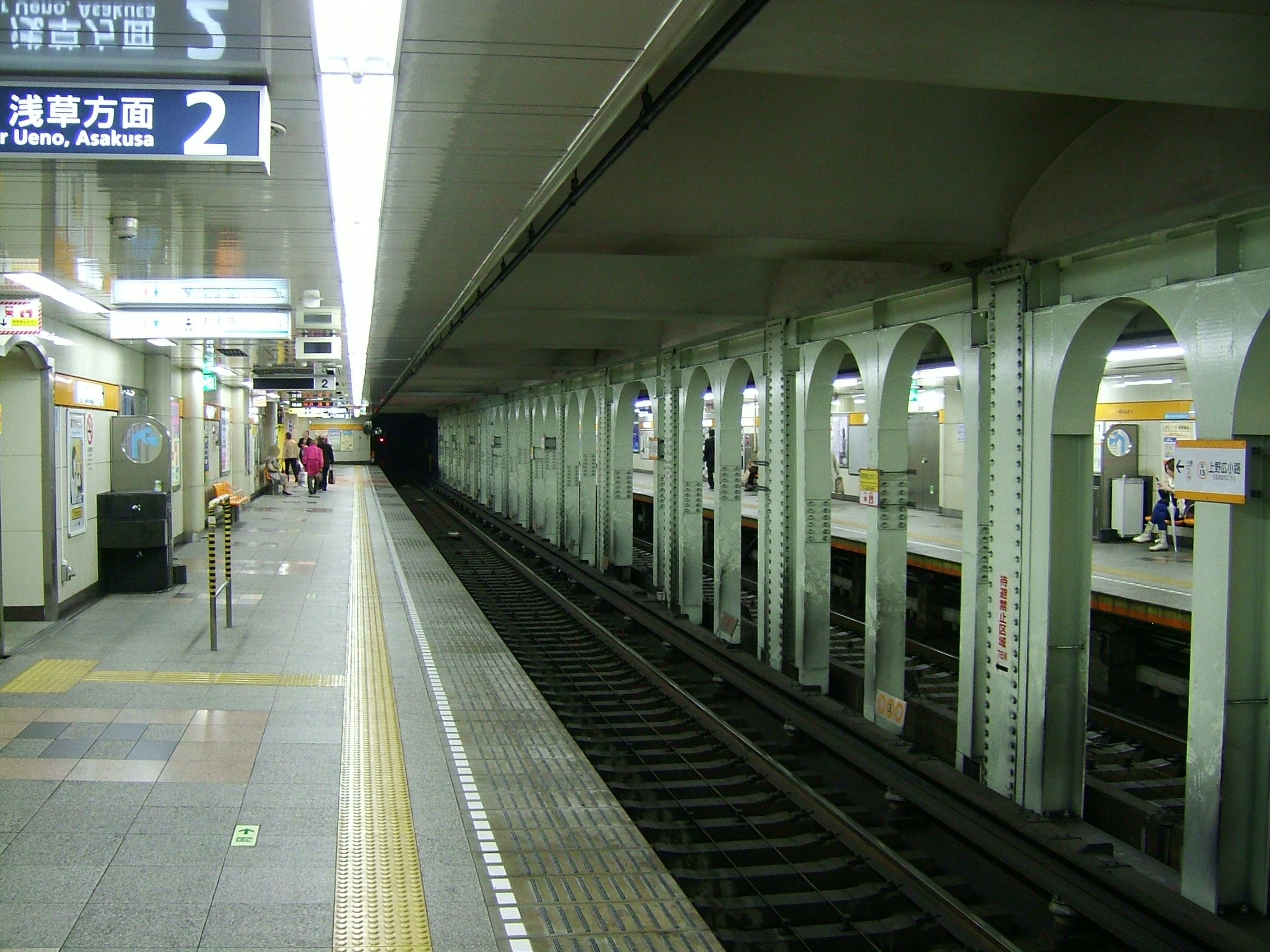
Quais de la station

### Accès et accueil
La station est ouverte tous les jours. Elle se compose de deux quais encadrant 2 voies.
En moyenne, 23 112 voyageurs ont fréquenté quotidiennement la station en 2015.

### Desserte
Ligne Ginza :
- voie 1 : direction Shibuya
- voie 2 : direction Asakusa

### Intermodalité
Ueno-Hirokōji se trouve à proximité de la gare d'Okachimachi (lignes Yamanote et Keihin-Tōhoku) et des stations Ueno-Okachimachi (ligne Ōedo) et Naka-Okachimachi (ligne Hibiya).

## À proximité
- Musée de Shitamachi
- Étang de Shinobazu